# Phthitia occimosa
Phthitia occimosa är en tvåvingeart som beskrevs av Marshall 1992. Phthitia occimosa ingår i släktet Phthitia och familjen hoppflugor.
Artens utbredningsområde är Utah. Inga underarter finns listade i Catalogue of Life.